# Bestune NAT

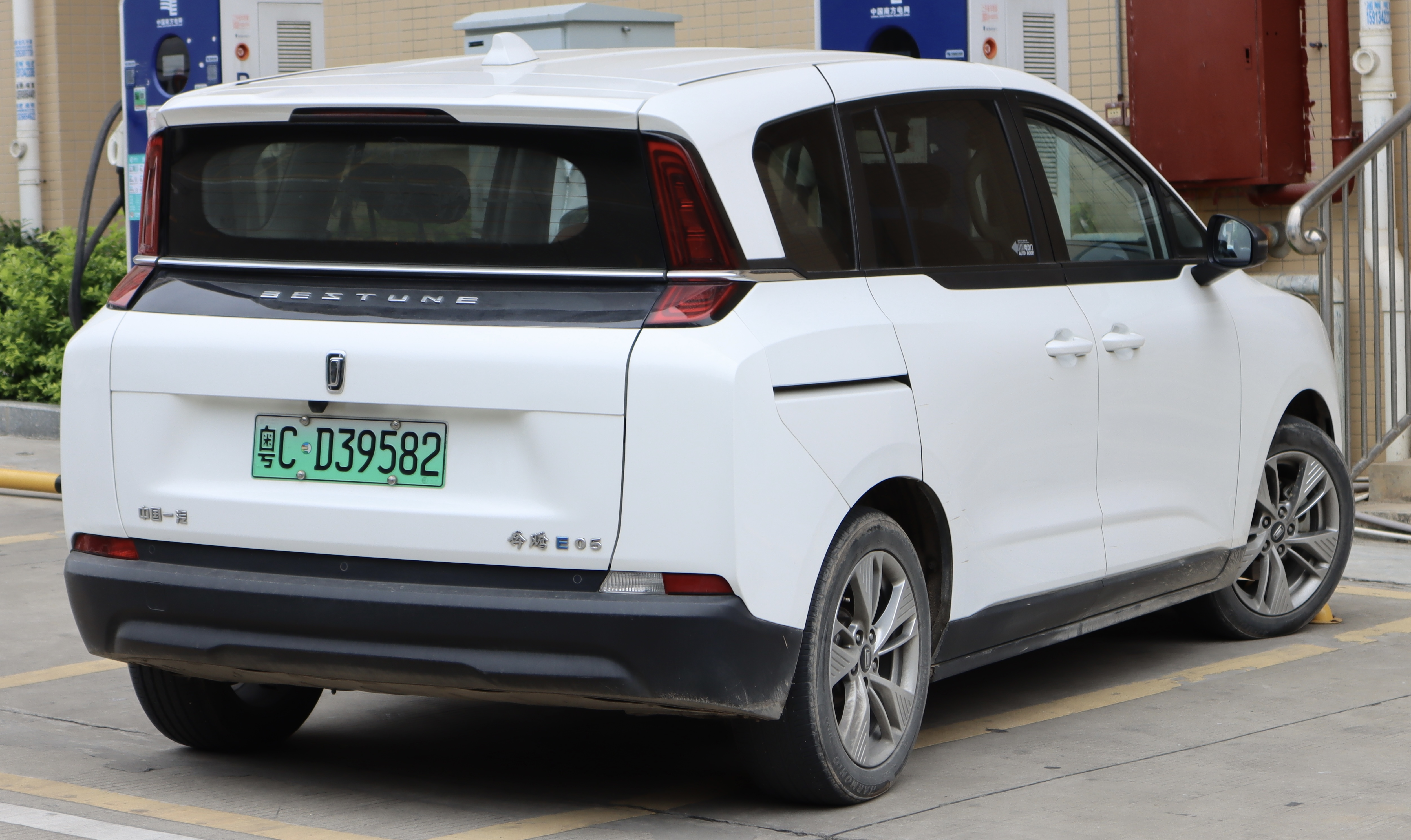
Heckansicht

Der Bestune NAT ist ein batterieelektrisch angetriebener Van der zum chinesischen Kraftfahrzeughersteller FAW gehörenden Marke Bestune.

## Geschichte
Vorgestellt wurde das fünfsitzige Fahrzeug im Januar 2021 noch als Bestune E05 im Rahmen einer Automobilausstellung in Haikou. Seit April 2021 wird das Fahrzeug auf dem chinesischen Heimatmarkt als NAT verkauft. Ab 2022 wird der Wagen vom Importeur Indimo auch in Deutschland angeboten.
Der Van wurde insbesondere für Ride-Hailing-Dienste entwickelt. NAT ist dabei die Abkürzung für Next Automatic Taxi. Wie auch schon beim ebenfalls für den Ride-Hailing-Betrieb konzipierten BYD D1 hat auch der NAT auf der Beifahrerseite für die Heckpassagiere eine Schiebetür.

## Technische Daten
Angetrieben wird der Van von einem 100 kW (136 PS) starken Elektromotor. Die Energie liefert ein Lithium-Eisenphosphat-Akkumulator mit einem Energieinhalt von bis zu 55 kWh. Nach NEFZ beträgt die Reichweite 419 km. Die Höchstgeschwindigkeit wird mit 140 km/h angegeben.
|                            | NAT                                       | NAT                                       |
| -------------------------- | ----------------------------------------- | ----------------------------------------- |
| Bauzeitraum                | seit 03/2022                              | seit 04/2021                              |
| Motorkenndaten             |                                           |                                           |
| Motorart                   | Elektromotor                              | Elektromotor                              |
| max. Leistung bei min−1    | 100 kW (136 PS)                           | 100 kW (136 PS)                           |
| max. Drehmoment bei min−1  | 260 Nm                                    | 260 Nm                                    |
| Kraftübertragung           |                                           |                                           |
| Antrieb                    | Vorderradantrieb                          | Vorderradantrieb                          |
| Getriebe                   | Festes Übersetzungsverhältnis             | Festes Übersetzungsverhältnis             |
| Messwerte                  |                                           |                                           |
| Höchstgeschwindigkeit      | 140 km/h                                  | 140 km/h                                  |
| Beschleunigung, 0–100 km/h | 10,8 s                                    | 10,8 s                                    |
| Leergewicht                | 1700 kg                                   | 1700 kg                                   |
| Batterie                   | Lithium-Eisenphosphat-Akkumulator: 53 kWh | Lithium-Eisenphosphat-Akkumulator: 55 kWh |
| Reichweite nach NEFZ       | 401 km                                    | 419 km                                    |